# Agustín Rivera
Agustín Rivera y Sanromán (Lagos de Moreno, Jalisco, 29 de febrero de 1824 - León, 6 de julio de 1916) fue un sacerdote, historiador, polígrafo y prolífico escritor mexicano. Escribió alrededor de ciento ochenta títulos. Entre sus obras destacan: Disertación sobre la posesión, Principios Críticos sobre el Virreinato de la Nueva España y sobre la Revolución de Independencia, Anales de la vida del Padre de la Patria Miguel Hidalgo y Costilla, Anales mexicanos, La Reforma y el Segundo Imperio, Elementos de gramática castellana, Mi estilo.
En 1910, durante las fiestas del Centenario tuvo la distinción de pronunciar el discurso oficial ante el monumento que contenía los restos de los principales héroes de la Independencia mexicana. La Gran Ceremonia de Apoteosis de los Caudillos y Soldados de la Independencia fue celebrada el 6 de octubre de 1910. Su discurso lo escribió Rivera el 20 de septiembre de ese año, en León de los Aldama.
En 1910 la Universidad Nacional Autónoma de México le otorgó el grado de doctor honoris causa

## Casa Museo de Agustín Rivera
La casa de quien fuera el sacerdote y escritor laguense que empleó parte de su obra en reivindicar a don Pedro Moreno data del año de 1764 y se ubica en República #499-02, a un costado de la Rinconada Capuchinas, en Lagos de Moreno; su construcción, en cantera, es sencilla con ventanas enmarcadas y balcones de herrería. Actualmente es museo y cuenta con dos pequeñas salas donde se exhiben exposiciones temporales que son cambiadas cada cuatro meses.